# Harvey Cohn (Mathematiker)
Harvey Cohn (* 27. Dezember 1923 in New York City; † 16. Mai 2014) war ein US-amerikanischer Mathematiker.
Cohn studierte Mathematik und Physik am City College of New York (CCNY) mit dem Bachelor-Abschluss 1942 und an der New York University mit dem Master-Abschluss 1943. Er diente im Zweiten Weltkrieg 1944 bis 1946 als Elektroniker in der US Navy und wurde 1948 an der Harvard University bei Lars Ahlfors promoviert (Diophantine aspects of Poincaré Theta Functions). 1948 wurde er Assistant Professor an der Wayne State University und 1955 wurde er dort Associate Professor. 1956 wurde er Associate Professor und 1957 Professor an der Washington University in St. Louis, wo er auch ab 1956 das Rechenzentrum leitete. 1958 bis 1971 war er Professor an der University of Arizona (Vorstand der mathematischen Fakultät 1958 bis 1967)  und 1971 bis 1996 war er Distinguished Professor für Mathematik am City College of New York.
Er war ein Pionier in der Anwendung von Computern in der Zahlentheorie und Theorie der Modulformen.
1954/55 war er Gastprofessor an der Stanford University, 1976/77 an der Universität Kopenhagen und 1970/71 am Institute for Advanced Study. 1958 bis 1970 beriet er das Rechenzentrum am Argonne National Laboratory. In den 1950er Jahren beriet er und arbeitete er für die  United States Atomic Energy Commission, das National Bureau of Standards, IBM (1957) und General Motors (1953). Nach seinem Ruhestand arbeitete er für die NSA und deren IDA Center for Computing Sciences. 1964 bis 1967 beriet er die autonome Universität von Guadalajara. 1964 bis 1967 war er im Survey Committee for Graduate Education des Committee on the Undergraduate Program in Mathematics (CUPM) der Mathematical Association of America.
Er war Fellow der American Mathematical Society. 1942 gewann er den William Lowell Putnam Prize und 1972 erhielt er die Townsend Harris Medal der Alumni des CCNY.
Er war seit 1951 mit Bernice Blaufarb verheiratet und hatte einen Sohn und eine Tochter.

## Schriften (Auswahl)
- Second Course in Number Theory, Wiley 1962 (Nachdruck bei Dover 1980 als Advanced Number Theory)
- Conformal mapping on Riemann surfaces, McGraw Hill 1967, Dover 1980
- A Classical Invitation to Algebraic Numbers and Class Fields, Springer 1978 (mit Anhängen von Olga Taussky-Todd)
- Introduction to the construction of class fields, Cambridge University Press 1985
- On the shape of the fundamental domain of the Hilbert modular group, Proc. Sympos. Pure Math., Vol. VIII, Amer. Math. Soc., Providence, R.I., 1965, S. 190–202
- Markoff forms and primitive words, Mathematische Annalen, Band 196, 1972, S. 8–22
- An explicit modular equation in two variables and Hilberts twelfth problem, Mathematics of Computation, Band 38, 1982, S. 227–236
- Introductory remarks on complex multiplication, Int. J. of Math. and Math. Sci., Band 5, 1982, S. 675–690